# Când vine furtuna...
Când vine furtuna... (în rusă «300 лет тому...», transliterat: «Trista let tomu...», în ucraineană 300 років тому…, transliterat: 300 rokiv tomu... în traducere „Acum 300 de ani...”) este un film istoric sovietic din 1956, produs de studioul de film din Kiev și regizat de cineastul rus Vladimir Petrov după un scenariu scris de dramaturgul ucrainean Oleksandr Korniiciuk.
Filmul prezintă lupta cazacilor și țăranilor ucraineni (1648–1654) conduși de hatmanul Bogdan Hmelnițki împotriva ocupației poloneze a Ucrainei, care s-a încheiat cu Tratatul de la Pereiaslav (1654) ce a consfințit intrarea Hetmanatului Căzăcesc sub protectoratul Țaratului Rusiei.
Realizarea acestui film s-a înscris în cadrul manifestărilor artistice cu scop propagandistic organizate de autoritățile sovietice cu ocazia aniversării a 300 de ani de la evenimentul istoric al „reunirii Ucrainei cu Rusia” într-un singur stat. Filmul a fost produs cu mare întârziere și a fost lansat în cinematografele din URSS abia pe 1 octombrie 1956, apoi difuzat în premieră de programul 1 al Televiziunii Sovietice pe 10 octombrie 1956.

## Rezumat
La mijlocul secolului al XVII-lea cazacii și țăranii ucraineni s-au ridicat la luptă împotriva dominației magnaților polonezi. Războiul de Eliberare Națională a fost condus de hatmanul cazac Bogdan Hmelnițki, care i-a condus cu fermitate pe insurgenți împotriva oștilor Uniunii statale polono-lituaniene și a obținut protecția militară a Țaratului Rusiei în schimbul depunerii unui jurământ de loialitate față de țar. Alături de Hmelnițki au luptat polcovnicii Ivan Bohun, Maksim Krivonos, Ivan Ganja și Sokolov.

## Distribuție
- Viktor Dobrovolskîi — hatmanul cazac Bogdan Hmelnițki[3][7]
- Iulian Panici — Timofei (Timuș) Hmelnițki, fiul hatmanului[3][7]
- Evgheni Samoilov — polcovnicul cazac Ivan Bohun[3][7]
- Artem Tarskîi — polcovnicul cazac Maksim Krivonos[3][7]
- Arkadi Gașinski — polcovnicul cazac Ivan Ganja[7]
- Natalia Ujvi — Varvara[3][7]
- Elena Dobronravova — Solomiia[3][7]
- Serghei Dvorețki — cobzarul Andrei Jurba[3][7]
- Vladimir Emelianov — Siluian Mujilovski, solul hatmanului[3][7]
- Nikolai Pișvanov — Sokolov, atamanul cazacilor ruși[3][7]
- Galina Kravcenko — Helena Czaplińska, soția lui Bogdan Hmelnițki[3][7]
- Vladimir Belokurov — Lizogub, pisarul armatei, trădător[3][7][8]
- Alfred Rebane — hatmanul polonez Mikołaj Potocki[3][7]
- Robert Kleavin — episcopul catolic Leontovski[3][7]
- Vasili Lanovoi — porucicul (lt.) polonez Bronisław Orjelski[3][7]
- Aleksandr Gontar[7]
- Anton Dunaiski — cazac bătrân[7]
- Leonid Jukovski[7]
- Fiodor Ișcenko — sergent[7]
- Vladimir Ivanov — Alexei Mihailovici, țarul Rusiei[7]
- P. Kolesnikov[7]
- Dmitri Kapka — Jan[7]
- Iuri Lavrov — nobil polonez, solul regelui Poloniei[7]
- Piotr Mihnevici — episcop polonez[7]
- Valentins Skulme — aghiotantul lui Potocki[7]
- Serghei Filippov — călugăr florentin[7]
- Gheorghi Cernovolenko — medicul[7]
- Vasili Dașenko — cazac (nemenționat)[7]
- Piotr Filonenko — stegarul lui Hmelnițki (nemenționat)[7]

## Producție

### Mitul eroic în cinematografia sovietică
Începând din anii 1930, odată cu intensificarea cultului personalității lui Stalin, cinematografia sovietică a început să producă filme care urmăreau să promoveze un mit eroic al marilor conducători din istoria Rusiei.
Primele filme sovietice protocultice precum Lenin în Octombrie (1937) și Lenin în anul 1918 (1939) ale lui Mihail Romm și Omul cu pușca (1938) al lui Serghei Iutkevici îl aveau ca erou pe Lenin, în timp ce Stalin apărea acolo ca principal colaborator al lui Lenin. Alți cineaști au creat în acest timp și mai apoi filme istorice care au imortalizat mari conducători din trecut, creând reprezentări cultice evidente ale Marelui Conducător: este cazul filmelor Alexandru Nevski (1938) și Ivan cel Groaznic (1944–1945) ale lui Serghei Eisenstein, Petru cel Mare (1937–1939) și Mareșalul Kutuzov (1944) ale lui Vladimir Petrov, Suvorov (1941) al lui Vsevolod Pudovkin și Mihail Doller, Bogdan Hmelnițki (1941) al lui Igor Savcenko și Salavat Iulaev (1940) al lui Iakov Protazanov.
Aceste filme au fost primite cu elogii de oamenii de cultură sovietici și au pregătit calea pentru filmele cultice care proslăveau în mod direct personalitatea lui Stalin precum Marele răsărit (1938), Văpaia cea mare (1946) și Căderea Berlinului (1949) ale regizorului georgian Mihail Ciaureli. Majoritatea acestor filme au fost distinse cu Premiul Stalin, ca o recunoaștere a mesajului ideologic al loialității și iubirii maselor față de conducătorul lor și al marelui efect propagandistic.

### Contextul realizării filmului

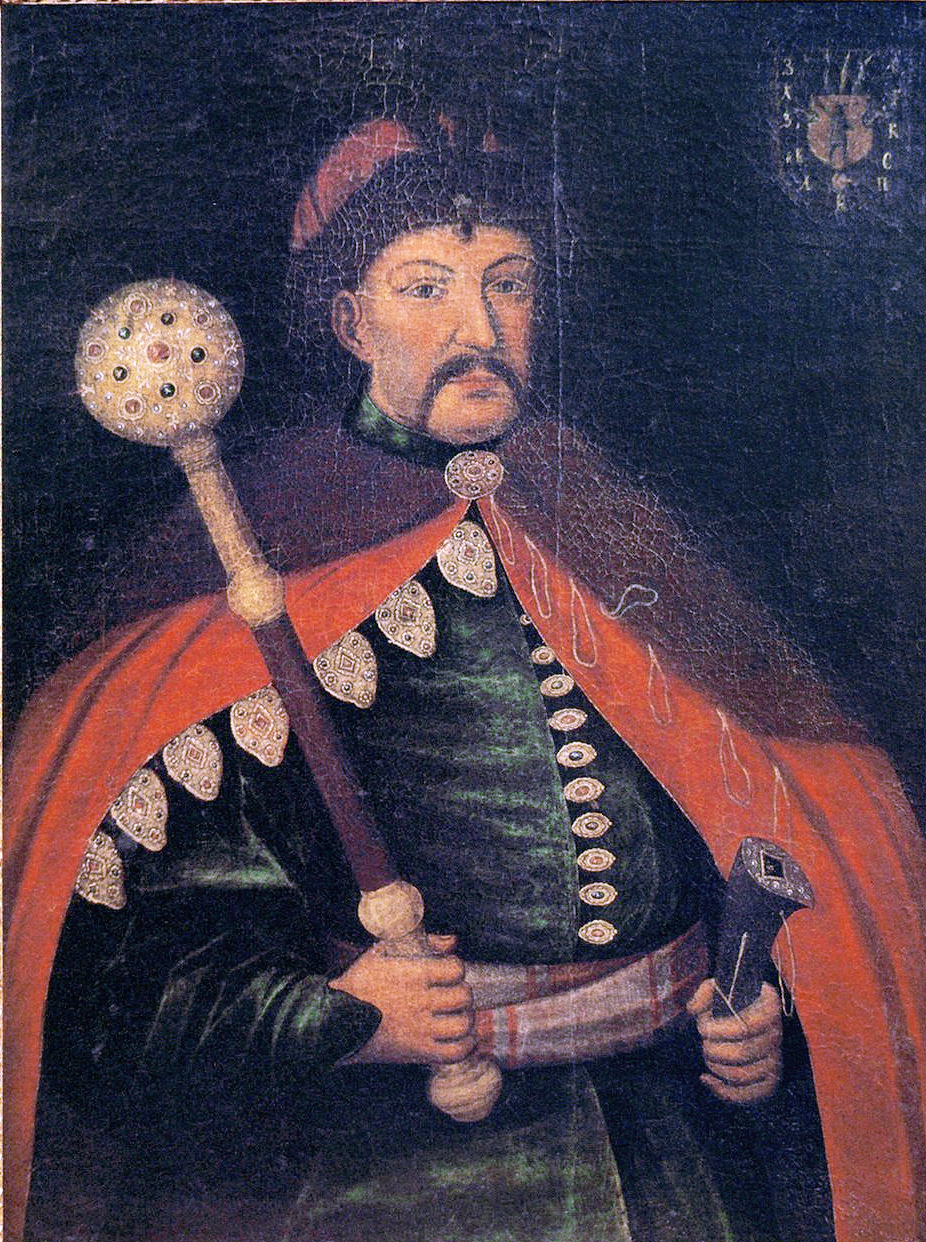
Portret al lui Bogdan Hmelnițki (a doua jumătate a sec. al XVII-lea)

Realizarea filmelor cultice a continuat și după moartea lui Stalin în 1953. În ianuarie 1954 a avut loc aniversarea a 300 de de ani de la încheierea Tratatului de la Pereiaslav (10/18 ianuarie 1654) ce a consfințit intrarea Hetmanatului Căzăcesc sub protectoratul Țaratului Rusiei. Încheierea Tratatului de la Pereiaslav de către conducătorii cazacilor zaporojeni în frunte cu hatmanul Bogdan Hmelnițki și depunerea unui jurământ de loialitate față de țarul Rusiei a fost perceput de autoritățile sovietice ca evenimentul istoric al „reunirii Ucrainei cu Rusia” într-un singur stat și a fost sărbătorit în toate republicile Uniunii Sovietice.
Aniversarea tricentenarului a fost precedată de apariția unor opere literar-artistice care au readus imaginea hatmanului Bogdan Hmelnițki în atenția publicului sovietic: astfel, dramaturgul ucrainean Oleksandr Korniiciuk a scris piesa Bogdan Hmelnițki (Богдан Хмельницкий, 1938), în care a idealizat imaginea hatmanului sângeros ca luptător pentru eliberarea Ucrainei de sub stăpânirea Poloniei. Această piesă a fost ecranizată ulterior de cineastul Igor Savcenko în filmul Bogdan Hmelnițki (1941).
O operă muzicală cu caracter patriotic, intitulată Bogdan Hmelnițki, a fost scrisă de compozitorul ucrainean Kostiantîn Dankevîci pe un libret în limba ucraineană de Oleksandr Korniiciuk și Wanda Wasilewska (soția lui Korniiciuk) și a avut premiera pe 29 ianuarie 1951. Opera, a cărei acțiune se desfășoară în perioada anilor 1648—1654, înfățișează răscoala poporului ucrainean împotriva nobililor polonezi, lupta de eliberare a țăranilor ucraineni și cazacilor zaporojeni conduși de Bogdan Hmelnițki, solicitarea ajutorului rusesc și încheierea Tratatului de la Pereiaslav de către conducătorii cazacilor zaporojeni în ianuarie 1654. După premiera la Moscova din iunie 1951, ziarul Pravda (publicația oficială a PCUS) a formulat câteva critici vagi și nesemnificative asupra operei: că nu îi înfățișa suficient de convingător pe nobilii polonezi ca dușmani, că nu prezenta suferința maselor populare, că nu conținea nicio scenă de luptă și că aproape toate personajele principale erau neconvingătoare. Autorilor libretului li s-au reproșat săvârșirea unor „mari greșeli ideologice”, iar compozitorul a fost învinuit de lipsă de principialitate. Autoritățile ucrainene au dus mult mai departe această critică, atacând libretul pentru că „nu a glorificat suficient prietenia istorică ruso-ucraineană”. După efectuarea mai multor modificări, opera a fost pusă în scenă pe 27 septembrie 1953 și întâmpinată cu recenzii entuziaste; ea a fost la fel de bine primită atunci când a fost reprezentată din nou la Moscova în mai 1954. Hotărârea Comitetului Central al PCUS din 28 mai 1958 a considerat că observația critică formulată în Pravda a fost „unilaterală și tendențioasă”, precum și „nejustă”, iar reproșurile adresate autorilor au fost „nejustificate”.
Cu ocazia aniversării a 300 de ani de la intrarea Hetmanatului Căzăcesc sub protectoratul Țaratului Rusiei, Studioul Cinematografic din Kiev a plănuit producerea unui nou film despre Bogdan Hmelnițki (după cel realizat în 1941 de Igor Savcenko).

### Filmări
Filmul a fost produs cu mare întârziere de Studioul Cinematografic din Kiev (redenumit ulterior Aleksandr Dovjenko) și a fost regizat de cineastul rus Vladimir Petrov, după un scenariu scris de dramaturgul ucrainean Oleksandr Korniiciuk (Aleksandr Korneiciuk). Subiectul filmului îl reprezintă lupta cazacilor și țăranilor ucraineni conduși de hatmanul Bogdan Hmelnițki împotriva ocupației poloneze a Ucrainei, iar scenariul era impregnat cu multă propagandă tipică perioadei sovietice. Rolurile principale sunt interpretate de actorii Viktor Dobrovolskîi (hatmanul Bogdan Hmelnițki), Iulian Panici (fiul hatmanului, Timuș Hmelnițki), Evgheni Samoilov (polcovnicul Ivan Bohun), Artem Tarskîi (polcovnicul Maksim Krivonos) și Arkadi Gașinski (polcovnicul Ivan Ganja).
Filmările au avut loc în anul 1956. Regizorul Vladimir Petrov, care era cunoscut ca un specialist în realizarea unor superproducții istorice monumentale (precum Petru cel Mare și Mareșalul Kutuzov) cu bătălii, cavalcade și numeroși figuranți, a organizat și filmat scene ample de luptă, pe care le-a acompaniat cu cântece populare ucrainene. Textele cântecelor populare au fost scrise de romanciera de origine poloneză Wanda Wasilewska (soția lui Korniiciuk). Decorurile au fost proiectate de scenograful ruso-ucrainean Mîhailo Iuferov (Mihai Iuferov), iar muzica a fost compusă de compozitorul sovietic de origine ucraineană Kostiantîn Dankevîci (Konstantin Dankevici). Director de imagine a fost Arkadi Kolțatîi. Durata filmului este de 100 de minute. Lungimea peliculei este de 2.942 metri.

## Recepție

### Lansare
Când vine furtuna... a fost lansat pe 1 octombrie 1956 în cinematografele din Uniunea Sovietică și a fost difuzat în premieră de programul 1⁠(en)[traduceți] al Televiziunii Sovietice în 10 octombrie 1956. Cu toate acestea, dintr-un motiv necunoscut, filmul a fost eliminat din distribuția publică pentru o lungă perioadă de timp.
Premiera filmului în România a avut loc în ianuarie 1957; filmul a rulat în perioada următoare în unele cinematografe bucureștene precum Magheru și I.C. Frimu (ianuarie 1957), Miorița (ianuarie 1957), Gh. Doja, Volga și Gh. Coșbuc (ianuarie 1957), Victoria și Donca Simo (ianuarie 1957), Unirea și Al. Sahia (ianuarie 1957), Arta și Boleslaw Bierut (februarie 1957), C. David (februarie 1957), Aurel Vlaicu (februarie–martie 1957), M. Eminescu (martie 1957) și Tineretului (martie 1957).

### Aprecieri critice
Când vine furtuna... a fost considerat, la vremea apariției sale, o producție cinematografică de proporții monumentale, care prezintă cu patos o pagină din istoria Ucrainei și se apropie de stilul eroic tipic marilor epopei rusești despre cneazul Igor sau Ivan Susanin. Cineastul Vladimir Petrov alcătuiește o frescă istorică amplă a unei țări devastate („o Ucraină răscolită de lupte, pustiită de foc, bîntuită de ciumă, chinuită de foamete”) și, după cum au constatat criticii, urmărește în principal drama colectivă a poporului ucrainean și mișcarea maselor și numai rareori dramele psihologice individuale ale personajelor. Din acest motiv, eroii filmului par să aibă aspectul semeț al unor statui de marmură, iar lupta eroică a cazacilor și țăranilor ucraineni împotriva oștilor poloneze să dobândească un caracter de legendă.
Criticii sovietici contemporani au făcut în recenziile lor o comparație între filmele Bogdan Hmelnițki (1941) al lui Igor Savcenko și Când vine furtuna... (1956) al lui Vladimir Petrov — care au un subiect asemănător (lupta pentru libertate a poporului ucrainean sub conducerea hatmanului Bogdan Hmelnițki) și au fost realizate ambele după scenarii scrise de dramaturgul ucrainean Oleksandr Korniiciuk — și și-au exprimat îngrijorarea cu privire la evoluția ideologico-artistică a filmelor ucrainene ca urmare a înlocuirii pasiunii eroice înflăcărate cu „decorativismul rece, pompa și operativitatea”. În opinia lor, filmul lui Savcenko este o epopee eroică însuflețită de iubirea de patrie, care prezintă „într-un mod realist serios” lupta poporului ucrainean pentru „onoare și libertate” sub conducerea unor „comandanți puternici și curajoși, mândri și înțelepți”, în timp ce filmul lui Petrov înlocuiește personajele populare realiste cu personaje alegorice artificiale, pasiunile cu declarații și „spiritul iubitor de libertate al poporului” cu „pompa solemnă, ca în slujba religioasă a unui episcop”. Criticii sovietici considerau că personajele filmului lui Petrov sunt „sumbre” și au o „sărăcie spirituală [care] nu poate fi acoperită de mătase și catifea, blănuri și mantii de marochin”.
O opinie asemănătoare a formulat-o jurnalista română Ecaterina Oproiu, specializată în critica de film, care a susținut că noua producție sovietică este „mai fastuoasă, mai cuprinzătoare”, dar, în același timp, mai stufoasă. Acțiunea devine, din acest motiv, prea încărcată, patosul se transformă în unele momente în retorism, iar unele episoade (îndeosebi finalul) sunt lungite nejustificat. În plus, o mare parte a secvențelor filmului sunt dominate de o culoare roșie (a flăcărilor care mistuie satele și a sângelui care curge) în tonuri prea stridente. „Ceea ce filmul a cîștigat în lărgime a pierdut, după părerea mea, în adîncime”, concluzionează Ecaterina Oproiu, care aseamănă acest film cu producția sovieto-albaneză Marele războinic Skanderbeg (1953) al lui Serghei Iutkevici.